# Via Manzoni
Via Manzoni è una via del centro di Milano facente parte del cosiddetto Quadrilatero della moda e considerata una delle zone più lussuose, oltreché uno dei maggiori centri dello shopping dell'alta moda mondiale. Via Manzoni inizia in piazza della Scala e termina in corrispondenza degli archi di Porta Nuova.

## Storia
La via fu intitolata ad Alessandro Manzoni il giorno stesso della sua morte, il 22 maggio 1873; motivo dell'intitolazione fu che lo scrittore abitava nella vicinissima via Morone al n. 1168 (ora n.1) in una casa acquistata nel 1814 e il cui giardino quasi vi si affacciava. Prima della morte del Manzoni la via era chiamata nel tratto da piazza della Scala all'incrocio fra via Croce Rossa e via Montenapoleone Corsia del Giardino, e dall'incrocio stesso agli archi di Porta Nuova Corso di Porta Nuova. Nell'Ottocento era considerata la strada più lussuosa di Milano e d'Europa.

## Edifici notevoli
Sul lato destro:
- al n. 2 e 4 palazzo della Banca Commerciale Italiana, costruito dal 1905 al 1911 su progetto di Luca Beltrami[2], ora sede delle Gallerie d'Italia - Milano;
- al n. 6 e 8 palazzo Brentani
- al n. 10 palazzo Anguissola
- al n. 12 il Museo Poldi Pezzoli, costruito dal 1853 al 1854 su progetto di Giuseppe Balzaretto[3].
- al n. 18 palazzo Olivazzi
- al n. 26 la chiesa di San Francesco di Paola
- al n. 28-32 palazzo Gallarati Scotti
- al n. 40-42 il complesso che comprende la galleria e il Cinema-Teatro Manzoni, costruito tra il 1947 e il 1950 sulle rovine del palazzo Melzi (palazzo Meli Lupi di Soragna), distrutto dai bombardamenti del 1943

Sul lato sinistro:
- al n. 7 l'Hotel Continentale
- al n. 21 un edificio per uffici, costruito nel 1929 su progetto di Antonio Carminati[4];
- al n. 29 il Grand Hotel et de Milan, costruito dal 1864 al 1865 su progetto di Andrea Pizzala[5];
- al n. 31 l'Armani Hotel in un palazzo per uffici, abitazioni, negozi e cinematografo, costruito dal 1947 al 1948 su progetto di Enrico Agostino Griffini[6];
- al n. 41 e 41a palazzo Borromeo d'Adda

## Trasporti
- Montenapoleone